# Bardolino
Bardolino és un municipi de la província de Verona, a la regió italiana del Vèneto, situat a uns 130 quilòmetres a l'oest de Venècia i a uns 25 quilòmetres al nord-oest de Verona.
A 1 de gener de 2020 la seva població era de 7.207 habitants.
Bardolino limita amb els següents municipis: Cavaion Veronese, Costermano, Lazise, Manerba del Garda, Padenghe sul Garda, Affi, Garda, Moniga del Garda i Pastrengo.